# Johanna Göcking
Johanna Göcking, verheiratete Johanna Lami, (31. Juli 1791 in Berlin – 21. Februar 1843 in Riga) war eine deutsche Theaterschauspielerin.

## Leben
Johanna Göcking stammte aus einer angesehenen preußischen Familie und heiratete frühzeitig Herrn Lami. Aus dieser Ehe gingen mindestens zwei Söhne hervor. Johanna Göcking lebte aber bald getrennt von ihrem Mann und nahm ihren Mädchennamen wieder an, unter dem sie auch auf der Bühne tätig war.
Nach mehreren Engagements im Ausland wurde sie im Herbst des Jahres 1837 von Karl von Holtei, als dieser das Stadttheater in Riga übernahm, engagiert. Sie debütierte als „Nachbarin“ in dem Schauspiel Das war ich des österreichischen Schriftstellers Johann Hutt und hatte durchschlagenden Erfolg. In der Folge entwickelte sie sich zum Publikumsliebling in Riga; in einem Nachruf im Almanach für Freunde der Schauspielkunst ist zu lesen: „Sie war eine durchaus gebildete, geniale Künstlerin, und dürfte in ihrem Fache auch an den größten deutschen Bühnen nur wenige ebenbürtige Rivalinnen haben, schon darum, weil die Klage über den Mangel an tüchtigen Schauspielerinnen für das Fach der Komischen Alten eine ziemlich allgemeine ist.“
Johanna Göcking trat bereits leidend von der Bühne ab und erkrankte nach einer anstrengenden Rolle mit allen Symptomen eines gefährlichen Nervenfiebers, das ihrem Leben am 21. Februar 1843 ein Ende machte. Am 2. März 1843 wurde sie unter großer Anteilnahme nicht nur des Theaterpersonals auf dem Friedhof der St.-Petri-Kirche in Riga bestattet. Es war geplant, ihr Grab mit einem gusseisernen Monument zu verzieren, dessen Kosten das Theaterpersonal und einige Kunstfreunde tragen wollten.